# Zemský okres Neu-Ulm
Zemský okres Neu-Ulm (německy Landkreis Neu-Ulm) je okres v německé spolkové zemi Bavorsko, ve vládním obvodě Švábsko. Sídlem okresu je město Neu-Ulm. Okres leží na jihozápadě Bavorska a sousedí se spolkovou zemí Bádensko-Württembersko.

## Města a obce
| Města | Obce |
| --- | --- |
| 1. Illertissen 2. Neu-Ulm 3. Senden 4. Vöhringen 5. Weißenhorn Obce s tržním právem (Markt) 1. Altenstadt 2. Buch 3. Kellmünz an der Iller 4. Pfaffenhofen an der Roth | 1. Bellenberg 2. Elchingen 3. Holzheim 4. Nersingen 5. Oberroth 6. Osterberg 7. Roggenburg 8. Unterroth |

## Sousední okresy
| Růžice kompasu | Alba-Dunaj           |             |          | Růžice kompasu |
| Růžice kompasu |                      | Sever       | Günzburg | Růžice kompasu |
| Růžice kompasu | Zemský okres Neu-Ulm |             | Günzburg | Růžice kompasu |
| Růžice kompasu | Jih                  |             | Günzburg | Růžice kompasu |
| Růžice kompasu | Biberach             | Unterallgäu |          | Růžice kompasu |